# St. Elmo (film 1914)
St. Elmo è un film muto del 1914 diretto da J. Gordon Edwards. Prodotto dalla Balboa Amusement Producing Company e distribuito dalla Box Office Attractions Company, il film - girato a Long Beach in California - uscì nelle sale nell'agosto del 1914.
Il film è un remake di un precedente St. Elmo girato nel 1910 con Maurice Costello e Florence Turner. Ne verrà tratto un rifacimento nel 1923 dallo stesso titolo con John Gilbert e Barbara La Marr.

## Trama
St. Elmo, un giovane capopopolo, incontra Agnes, la figlia del maniscalco della città. Dopo la morte del padre di lei, segue la ragazza. I due incontrano diverse disavventure fino a quando St. Elmo sente la voce di dio e si converte. Tornato a casa, pentito, diventa pastore e si accorge di amare Agnes.

## Produzione
Il film fu prodotto dalla Balboa Amusement Producing Company. Venne girato a Long Beach, dove si trovava la sede della casa di produzione.

## Distribuzione
Distribuito dalla Box Office Attractions Company, il film uscì nelle sale statunitensi nell'agosto 1914.

## Differenti versioni
- St. Elmo (1910)
- St. Elmo di J. Gordon Edwards (1914)
- St. Elmo di Jerome Storm (1923)